# Marinho Boffa
Mário Boffa Jr. (São Paulo, 16 de janeiro de 1960) é um pianista, arranjador, compositor e maestro brasileiro. Foi casado de 1985 a 1996 com a atriz Tássia Camargo, com quem teve três filhos: Pedro, Diego e Maria Júlia, falecida vítima de rubéola aos dois anos de idade, em 1996.

## Discografia
- (2007) Paulistano (Marinho Boffa)
- (2003) Mario Boffa Jr. – Trio e Orquestra (Mário Boffa Jr.)
- (2002) Luiz Eça – Reencontro (Vários artistas) – participação
- (2002) Ciranda Brasileira (Vários artistas) – participação como arranjador
- (2000) Christian Galves (Christian Galves) – participação
- (2001) Brasil Urgente (trilha sonora)
- (2000) Vivo (Joe Vasconcellos) – participação
- (1996) Chico Buarque, Letra & Música (João Nogueira e Marinho Boffa)
- (1996) Um Sopro de Brasil II (Paulinho Trompete) - participação